# Judenlager w Puszczykowie
Obóz pracy dla Żydów w Puszczykowie – niemiecki nazistowski obóz pracy dla Żydów (mężczyzn), zlokalizowany na terenie Puszczykowa przy ul. Brata Józefa Zapłaty 2, w zagarniętym przez Niemców domu zakonnym Zgromadzenia Braci Serca Jezusowego.
Już we wrześniu 1939 Niemcy zrabowali wszystkie żydowskie majątki na terenie Puszczykowa. Pod koniec 1941 uruchomili obóz pracy, w którym początkowo przebywało 32 Żydów (tylko zdrowych, silnych mężczyzn) z okolic Łodzi. Mieszkali oni w dwudziestu pokojach po zakonnikach i przerobionej na salę zbiorową dawnej kaplicy klasztornej. Gmach otaczał ogród o powierzchni około 20 mórg.
Nadzór nad obozem pełnił komisarz okupacyjnego Urzędu Gminy, Niemiec o nazwisku Mlynek (Mlinek). Bieżące zabezpieczenie zapewniał puszczykowski posterunek niemieckiej policji. Niemieckie formacje mundurowe nie strzegły obozu, zlecając to zewnętrznym firmom cywilnym. Obóz był zaopatrywany w ubrania i żywność przez zarząd Getta Łódzkiego (Litzmannstadt Ghetto). Więźniowie wymykali się na zewnątrz (na teren Starego Puszczykowa) celem organizowania pożywienia, mimo że groziła za to kara śmierci (zarówno im, jak i Polakom przekazującym żywność). Nigdy nie zostali przyłapani na takich eskapadach. Traktowanie więźniów obozu puszczykowskiego było nieco lepsze niż w innych lokalizacjach, gdyż nie wspomina się o przypadkach ich bicia, nie dążono też do fizycznego unicestwienia osadzonych. Niezależnie od tego warunki bytowe były fatalne, brakowało lekarstw, a wyżywienie było bardzo ograniczone.
Żydów (przeciętnie około 40 osób) wykorzystywano przede wszystkim do robót publicznych, np. kopania rowów melioracyjnych w Puszczykowie, m.in. w rejonie grobli kolejowej i drogowej. Po zakończeniu prac w lecie 1943 obóz zlikwidowano 25 sierpnia, a pozostałych więźniów wywieziono do obozu zagłady Kulmhof (część z nich przeżyła wojnę, a dwóch odwiedziło potem teren po obozie). Nie zachował się imienny spis więźniów przebywających w obozie. W latach 1942–1943 zanotowano tylko nazwiska sześciu zmarłych w tym czasie osób: Israel Kemmel (36 lat z Łodzi), Chaim Karlstrum (39 lat), Dawid Rozenbaum (42 lata z Łodzi), Jakub Rychter (36 lat z Łodzi), Fischer Gewiertz (17 lat z Piotrkowa Trybunalskiego) i Nachum Jeszna Ofman (20 lat z Łodzi). Zmarłych pochowano na lokalnym cmentarzu w kwaterze przeznaczonej dla innowierców i samobójców, a pogrzeby odbywały się w obecności innych Żydów i zgodnie z ich obrządkiem (modlitwy), bez udziału jakiejkolwiek asysty niemieckiej. Zmarłych chowano bez trumien w pozycji kucznej lub leżącej. Oficjalne przyczyny zgonu to gruźlica, problemy sercowe i osłabienie organizmu. Groby nie zachowały się.
Postępowanie przeprowadzone przez Sąd Grodzki w Poznaniu jesienią 1945 wykazało, że w obozie nie dokonano żadnej egzekucji lub zbrodni z wynikiem śmiertelnym. Według dr Krystyny Ziółkowskiej z Muzeum Martyrologii w Żabikowie, która przeanalizowała materiały izraelskie dotyczące puszczykowskiego Judenlagru, jest on przez historyków uważany za jedną z najlżejszych placówek swojego typu, z bardzo ludzkimi, jak na standardy niemieckie, warunkami przetrzymywania więźniów.